# Deinypena ranomafana
Deinypena ranomafana là một loài bướm đêm trong họ Noctuidae.